# El Cocuy
El Cocuy é um município no departamento de Boyacá, na Colômbia.